# Torneo ATP de Estambul 2015
El Istanbul Open 2015 es un torneo de tenis jugado en tierra batida al aire libre y se celebrara en Estambul, Turquía, del 27 de abril al 3 de mayo de 2015. Es la 1ª edición del Istanbul Open, y es parte del ATP World Tour 250 series del 2015.

## Cabeza de serie

### Individual
| Tenista               | Ranking | Preclasificada |
| Roger Federer         | 2       | 1              |
| Grigor Dimitrov       | 11      | 2              |
| Pablo Cuevas          | 23      | 3              |
| Santiago Giraldo      | 31      | 4              |
| Andreas Haider-Maurer | 47      | 5              |
| Mikhail Kukushkin     | 54      | 6              |
| Mijaíl Yuzhny         | 57      | 7              |
| Diego Schwartzman     | 61      | 8              |

- Ranking del 20 de abril de 2015

### Dobles
| Tenista                        | Ranking | Preclasificado |
| Robert Lindstedt Jürgen Melzer | 69      | 1              |
| Oliver Marach Philipp Oswald   | 98      | 2              |
| Chris Guccione André Sá        | 100     | 3              |
| Mate Pavić Michael Venus       | 124     | 4              |

## Campeones

### Individual
Roger Federer venció a  Pablo Cuevas por 6–3, 7–6(11)

### Dobles
Radu Albot /  Dušan Lajović vencieron a  Robert Lindstedt /  Jürgen Melzer por 6-4, 7-6(2)